# Bezirk Östlich Raron
Östlich Raron (französisch District de Rarogne oriental) ist ein Halb-Bezirk im Kanton Wallis in der Schweiz. Hauptort ist Mörel-Filet. Der Bezirk besteht aus folgenden Gemeinden:
Stand: Okt. 2016
| Wappen      | Name der Gemeinde | Einwohner (31. Dezember 2023) | Fläche in km² | Einw. pro km² | BFS-Nr |
| ----------- | ----------------- | ----------------------------- | ------------- | ------------- | ------ |
| Bettmeralp  | Bettmeralp        | 474                           | 28,79         | 16            | 6205   |
| Bister      | Bister            | 39                            | 5,81          | 7             | 6172   |
| Bitsch      | Bitsch            | 1116                          | 5,79          | 193           | 6173   |
| Grengiols   | Grengiols         | 424                           | 58,52         | 7             | 6177   |
| Mörel-Filet | Mörel-Filet       | 745                           | 8,55          | 87            | 6203   |
| Riederalp   | Riederalp         | 437                           | 19,09         | 23            | 6181   |
| Total (6)   | Total (6)         | 3235                          | 126,55        | 26            | 2309 1 |

## Veränderungen im Gemeindebestand

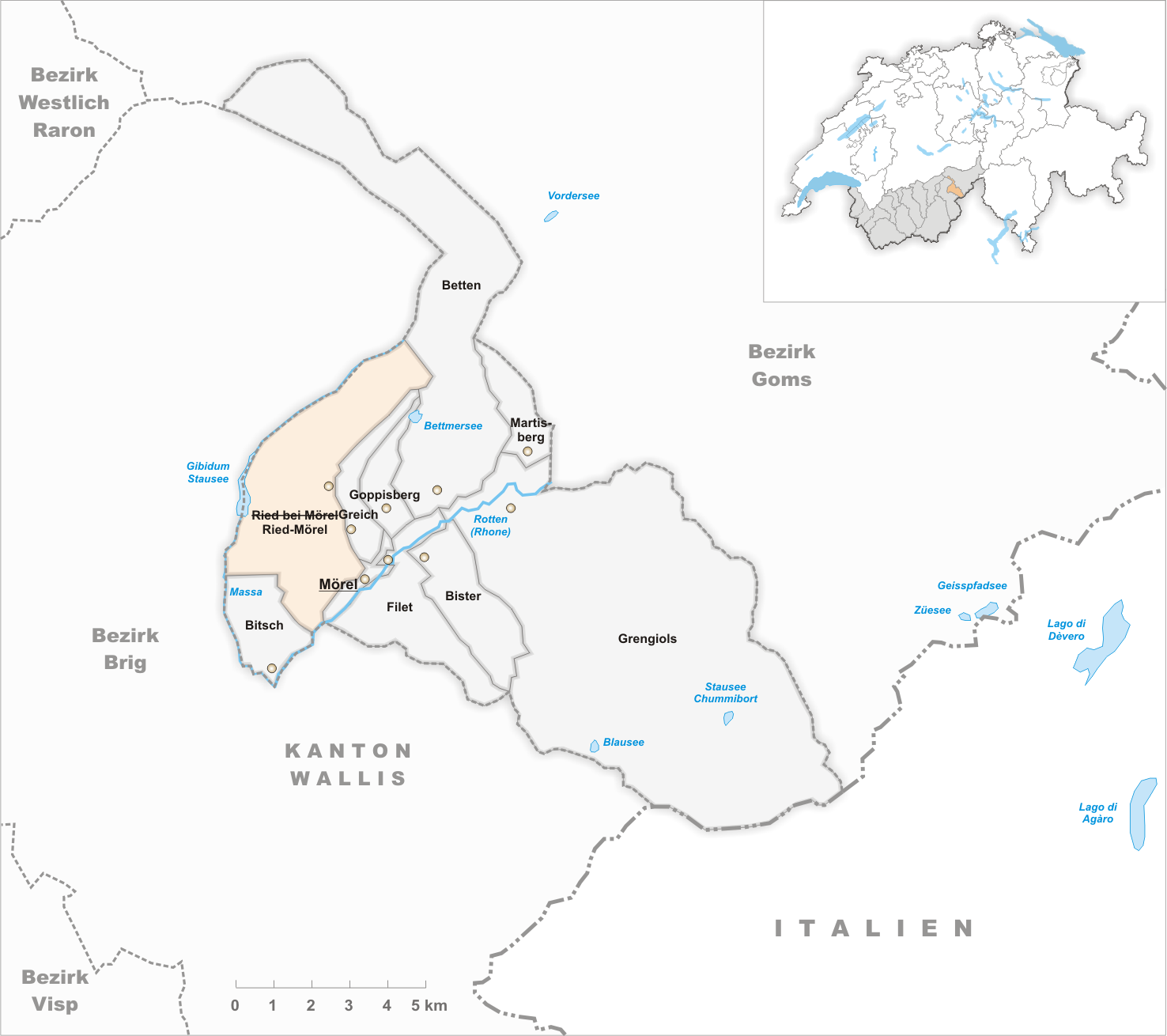
Gemeinden bis 1993
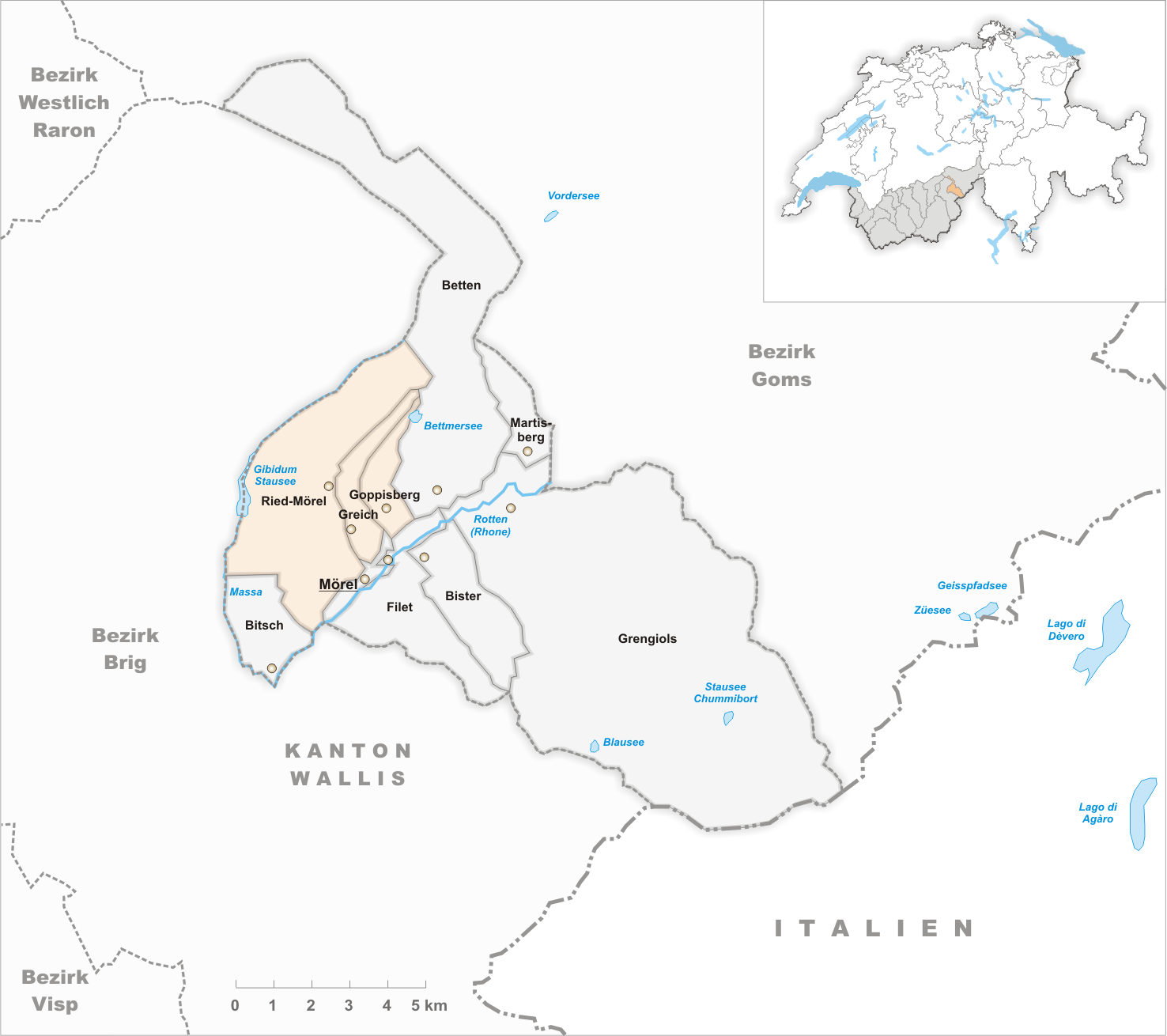
Gemeinden bis Oktober 2003
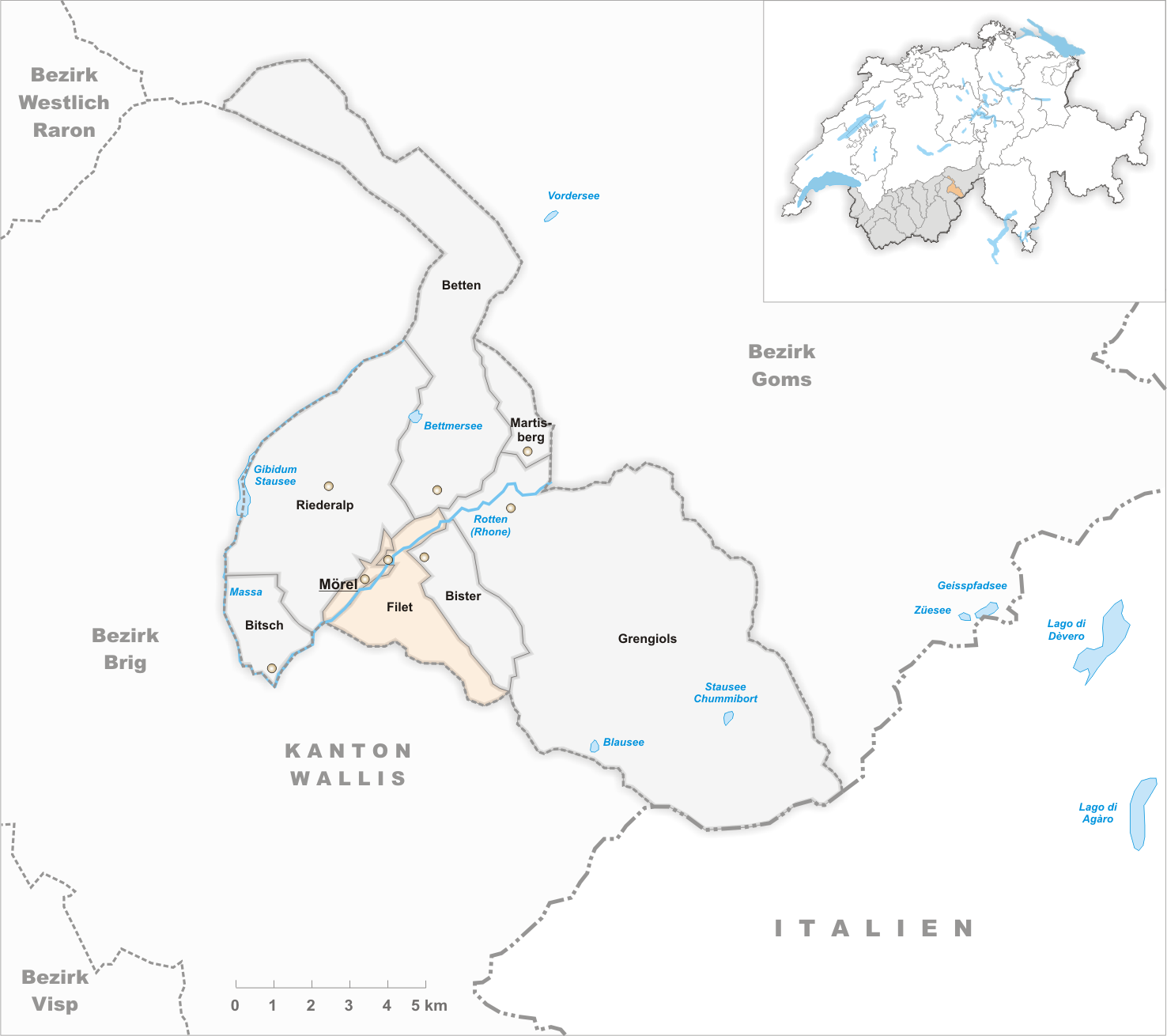
Gemeinden bis 2008
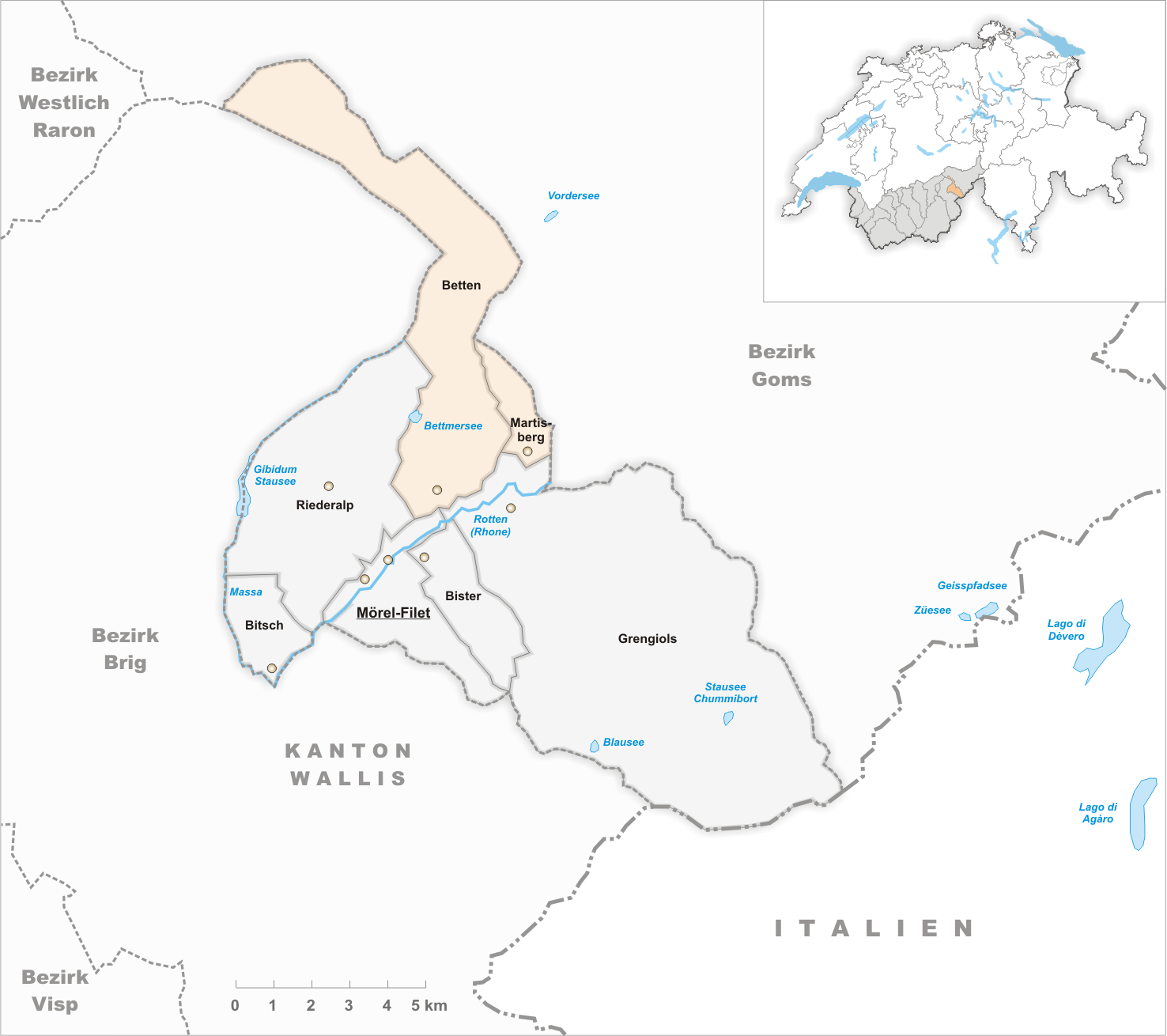
Gemeinden bis 2013

- 1. Januar 1994: Namensänderung Ried bei Mörel → Ried-Mörel
- 1. November 2003: Fusion Goppisberg, Greich und Ried-Mörel → Riederalp
- 1. Januar 2009: Fusion Filet und Mörel → Mörel-Filet
- 1. Januar 2014: Fusion Betten und Martisberg → Bettmeralp